# Sehnemobryum paraguense
Sehnemobryum paraguense là một loài Rêu trong họ Orthotrichaceae. Loài này được (Besch.) Lewinsky-Haapasaari & Hedenas miêu tả khoa học đầu tiên năm 1998.